# Partia Pracy Saint Kitts i Nevis
Partia Pracy Saint Kitts i Nevis (ang. Saint Kitts and Nevis Labour Party, w skrócie SKNLP) – centro-lewicowa partia polityczna Saint Kitts i Nevis.

## Historia
SKNLP po raz pierwszy doszła do władzy po wyborach parlamentarnych do Zgromadzenia Narodowego w 1960 roku i utrzymała się u sterów przez ponad dwie dekady aż do 1983 roku. Po wyborach parlamentarnych w 1995 partia powróciła do władzy a jej lider Denzil Douglas został premierem. W kolejnych latach 2000, 2004 oraz 2010 roku zapewniła sobie reelekcję.